# Histoire des Alpes
Pour un article plus général, voir Alpes.

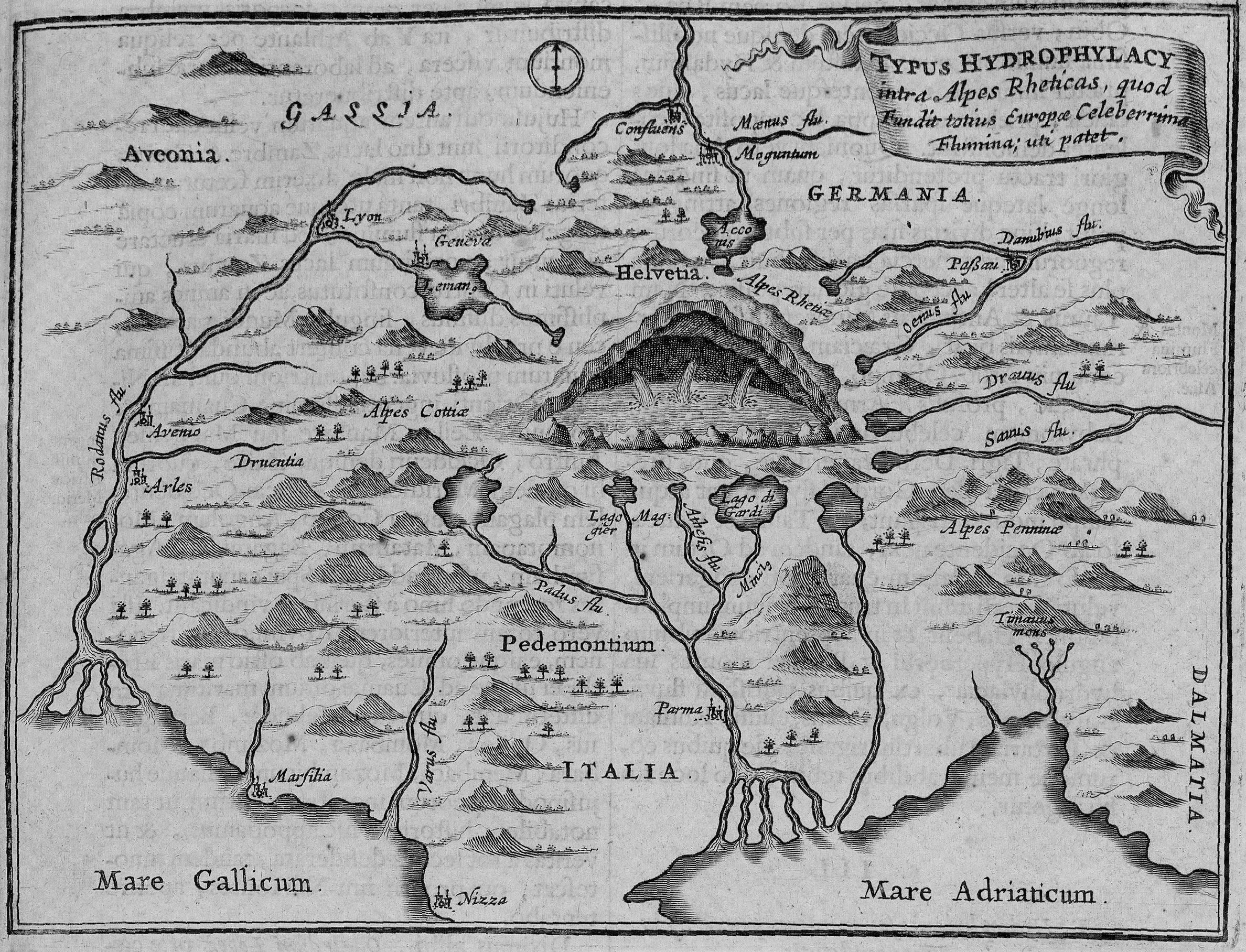
Carte des Alpes au XVIIe siècle Kircher, Athanasius, 1602-1680

Le peuplement des Alpes a été précoce et, en raison de leur position centrale, il est étroitement imbriqué, durant toutes les périodes, avec l’histoire européenne. Aujourd’hui, huit États comptent, dans leur territoire, des portions alpines (France, Monaco, Italie, Suisse, Liechtenstein, Autriche, Allemagne, Slovénie). En 1991 a été créée la Convention alpine, un organe transnational qui couvre une surface d’environ 190 000 kilomètres carrés.

## Préhistoire et Antiquité
Le peuplement permanent de l’aire alpine par les hommes débute vers la fin du dernier âge glaciaire (environ 13500 av J.-C.) et se renforce durant l’âge du bronze (environ 2200 av J.-C.). Le peuplement lacustre du Néolithique est connu par le biais de vestiges archéologiques particulièrement bien conservés.
Des hommes s’installèrent dans les différents massifs du département sous des abris rocheux et des grottes comme à l'abri-sous-roche de la Grande Rivoire à Sassenage qui a abrité des hommes du Mésolithique (à partir de 8 000 av. J.-C.) jusqu'à l'époque gallo-romaine et qui fait l'objet de fouilles conjointes entre des équipes archéologiques française et suisse
La momie retrouvée dans les Alpes Vénostes, connue comme Ötzi l’homme des glaces, a vécu vers 3200 av J.-C. environ. À cette époque, la majorité de la population avait déjà abandonné l’économie de la chasse au profit de la cueillette, de l’agriculture et de l’élevage du bétail.
Des controverses subsistent à l’égard de la présence de formes de mobilité du bétail telles que la transhumance ou la pratique de l’alpage durant la Préhistoire.
Le général carthaginois Hannibal Barca franchit les Alpes avec son armée en à la fin de l’année 218 av. J.-C., au début de la deuxième guerre punique déclenchée contre Rome,. L'empereur Charlemagne et le général Bonaparte répéteront cet exploit avec leurs armées respectives et dans le même but.
Entre 35 et 6 av J.-C., la région alpine est intégrée dans l’Empire romain. Un monument – le Tropaeum Alpium à La Turbie – commémore la victoire des Romains contre 46 gentes durant leurs campagnes alpines. La réalisation de routes (voies romaines) à travers divers cols alpins permit de relier les établissements romains au Sud et au Nord des Alpes, intégrant, en même temps, la population alpine dans la vie de l’Empire. En 63, le royaume des Alpes, jusqu'alors vassal de Rome, est intégré dans l'Empire romain.

## Moyen Âge
Avec le partage de l’Empire romain et la chute de celui d’Occident entre le IVe et le Ve siècle, l’histoire de l’aire alpine acquiert à nouveau un caractère essentiellement régional. Les sièges des diocèses deviennent d’importants centres d’agrégation territoriale. Alors que dans les Alpes de l’Italie occidentale et dans le Sud de la France de nouveaux diocèses sont créés précocement, à partir du IVe siècle, intéressant de nombreuses localités, dans les Alpes orientales, les diocèses comptent une extension plus importante et leur création a lieu plus tard (jusqu’au XIIIe siècle). Même les nouveaux monastères établis dans les vallées alpines contribuent à la christianisation de la population locale. Dans cette phase, la formation de pouvoirs politiques supra-régionaux touche le Nord des Alpes, d’abord avec l’Empire carolingien, puis, après son partage, avec la naissance de la France et du Saint-Empire romain germanique. Les souverains allemands qui entre le IXe et le XVe siècle reçoivent l’investiture impériale du Pape, doivent donc traverser les Alpes, avec leur cour pour se rendre à Rome.
Dans son célèbre ouvrage sur la civilisation de la mer Méditerranée, l’historien français Fernand Braudel définit les Alpes comme une « montagne extraordinaire », en se référant surtout à leurs nombreuses ressources, à l’importance des pratiques collectives, à la capacité de leurs habitants, à la présence de nombreuses et importantes voies de communication. La forte présence de l’homme dans l’aire alpine reflète la croissance de la population européenne et l’expansion des terres agricoles dès le haut Moyen Âge. Au début, l’économie est caractérisée par une forme mixte, dans laquelle coexistent l’agriculture et l’élevage. Dès le bas Moyen Âge on assiste toutefois au remplacement de l’élevage ovin par celui des bovins, tandis que dans diverses régions septentrionales des Alpes l’élevage du bétail bovin qui s’oriente de plus en plus vers l’exportation et l’économie de marché, remplace l’agriculture. En même temps, d’autres formes du trafic interrégional et transalpin accroissent leur importance. Le col le plus important est celui du Brenner dont la route carrossable est réalisée déjà au XVe siècle. Dans les Alpes centrales et occidentales, par contre, jusqu’au XIXe siècle les cols ne sont traversés que par des chemins parcourus par des bêtes de somme.

## Époque moderne

### Population et économie
Au début de l’époque moderne, la population de l’aire alpine peut être évaluée de manière assez précise. Si l’on considère comme base territoriale les aires incluses dans la Convention alpine, on estime à 3,1 millions les habitants des Alpes vers 1500, à 5,8 millions vers 1800, à 8,5 en 1900 et à 13,9 millions vers 2000. Jusqu’à la fin du XIXe siècle, une large partie des vallées alpines demeurent des espaces essentiellement agricoles. La croissance de la population favorise l’intensification de l’exploitation du sol et la diffusion du maïs et des pommes de terre, ainsi que la production de fromage. La période végétative plus courte dans les régions d’altitude ne semble pas constituer, du moins jusqu’au XVIIIe siècle, un facteur de pénalisation. Il en va autrement dans les périodes ultérieures lorsqu’elle se révèle un obstacle majeur pour l’intensification de l’agriculture, surtout si on compare la situation de la montagne avec celle des régions préalpine ou de plaine limitrophes où la productivité de la terre s’accroît à un rythme supérieur. À l’intérieur de l’aire alpine, on relève une différence nette entre les régions orientales, d’une part, et celles centrale et occidentale, d’autre part. Si dans les premières prévalent les exploitations agricoles de taille moyenne ou grande, dans les deuxièmes les exploitations agricoles sont, en général, de taille plus petite. Déjà avant le XVIe siècle, ces régions sont intégrées dans de larges réseaux commerciaux et reliées aux pôles urbaines des plaines environnantes par d’intenses flux de main-d’œuvre saisonnière. À l’intérieur de l’espace alpin, par contre, le processus d’urbanisation avance très lentement.

### Politique et culture
L’idée selon laquelle le monde alpin aurait expérimenté une éclosion au Moyen Âge, puis une phase de déclin durant l’époque moderne demeure controversée. D’ailleurs, si d’une part avec la formation des États modernes, les centres politiques du pouvoir se sont localisés en grande partie aux marges ou en dehors de l’aire alpine, de l’autre cette distance par rapport aux centres du pouvoir a assuré d’amples marges d’autonomie sur le plan local et régional. En effet, dans le processus de formation des États, la proximité des centres des conflits européens – par exemple les guerres d’Italie entre 1494 et 1559 – a été un facteur important. À cette époque, les conditions des diverses régions alpines entament des parcours différents. On peut identifier trois parcours : celui centralisé, avec un prince jouissant d’amples pouvoirs (Alpes occidentales), celui communal (Suisse), et celui intermédiaire caractérisée par la présence d’une aristocratie puissante (Alpes orientales). Dès le XVIe siècle, les savants, notamment ceux des villes proches des Alpes, signalent un intérêt croissant envers la montagne. Il se rattache, entre autres, à l’interprétation de la Bible quant à l’origine du monde qui mènera, par la suite, à la naissance de la géologie. L’intérêt à l’égard de la nature et des Alpes s’accroît ultérieurement au XVIIIe siècle. Il est illustré en particulier par la popularité du livre Voyage dans les Alpes de Horace Bénédict de Saussure (1779-1796). Cet intérêt amène en 1787 le naturaliste genevois au somment du Mont Blanc. L’intérêt pour les Alpes touche aussi la littérature, comme l’attestent divers écrits de Jean-Jacques Rousseau dont le roman Julie ou la nouvelle Héloïse (1761). Ces évolutions culturelles favorisent une forte croissance des voyages vers les Alpes ; leur rôle est essentiel pour la naissance et la consolidation du tourisme alpin. Dans une Europe de plus en plus urbanisée, les Alpes acquièrent aussi une importance symbolique puisque leur environnement demeure dominé par la nature. Avec l’expansion coloniale, de nombreuses montagnes en Asie, en Australie, et en Amérique sont nommées « Alpes ».

## Époque contemporaine (s)

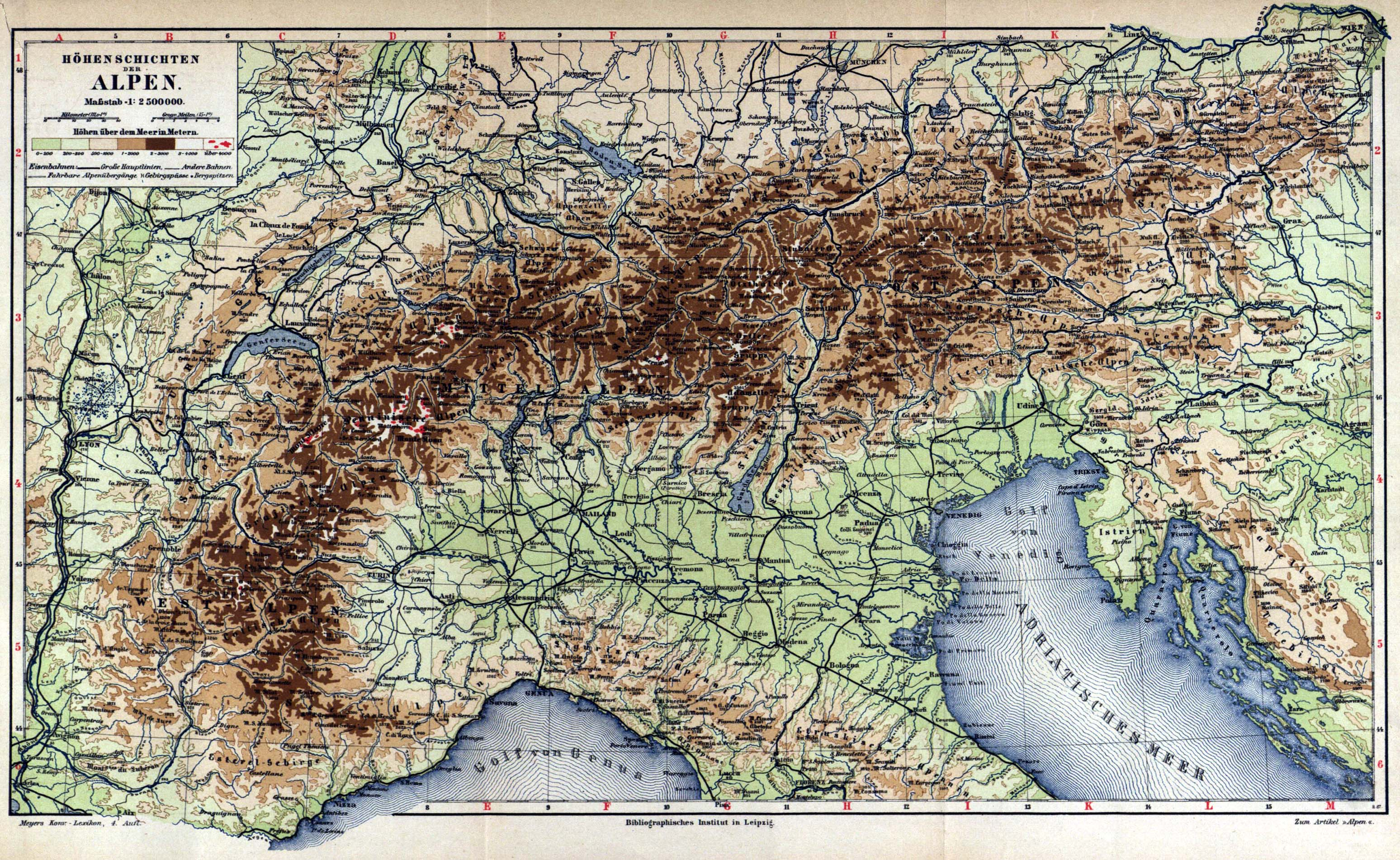
Carte des Alpes à la fin du XIX. Meyers Konversations lexikon — Vol. 1 carte à la page 394

## Époque contemporaine (XIXe–XXIesiècles)

### Population et peuplement
Durant le XIXe et le XXe siècle, les Alpes connaissent d’importants changements. En premier lieu, l’évolution de la population alpine est caractérisée par des taux de croissance qui s’éloignent de plus en plus de ceux des aires extra-alpines, ces dernières étant plus dynamiques du point de vue démographique. En deuxième lieu, les courants migratoires – orientés surtout vers les destinations extra-européennes – demeurent importants et incessants. Dans les premières décennies du XXe siècle on assiste ainsi, dans diverses aires alpines, à de véritables vagues de dépeuplement. Ce phénomène contribue à accroître le déséquilibre dans la distribution de la population au sein de l’arc alpin puisqu'il va de pair avec la forte croissance démographique des centres urbains situés aux altitudes inférieures qui deviennent, au cours du XXe siècle, les aires les plus dynamiques des Alpes.

### Économie

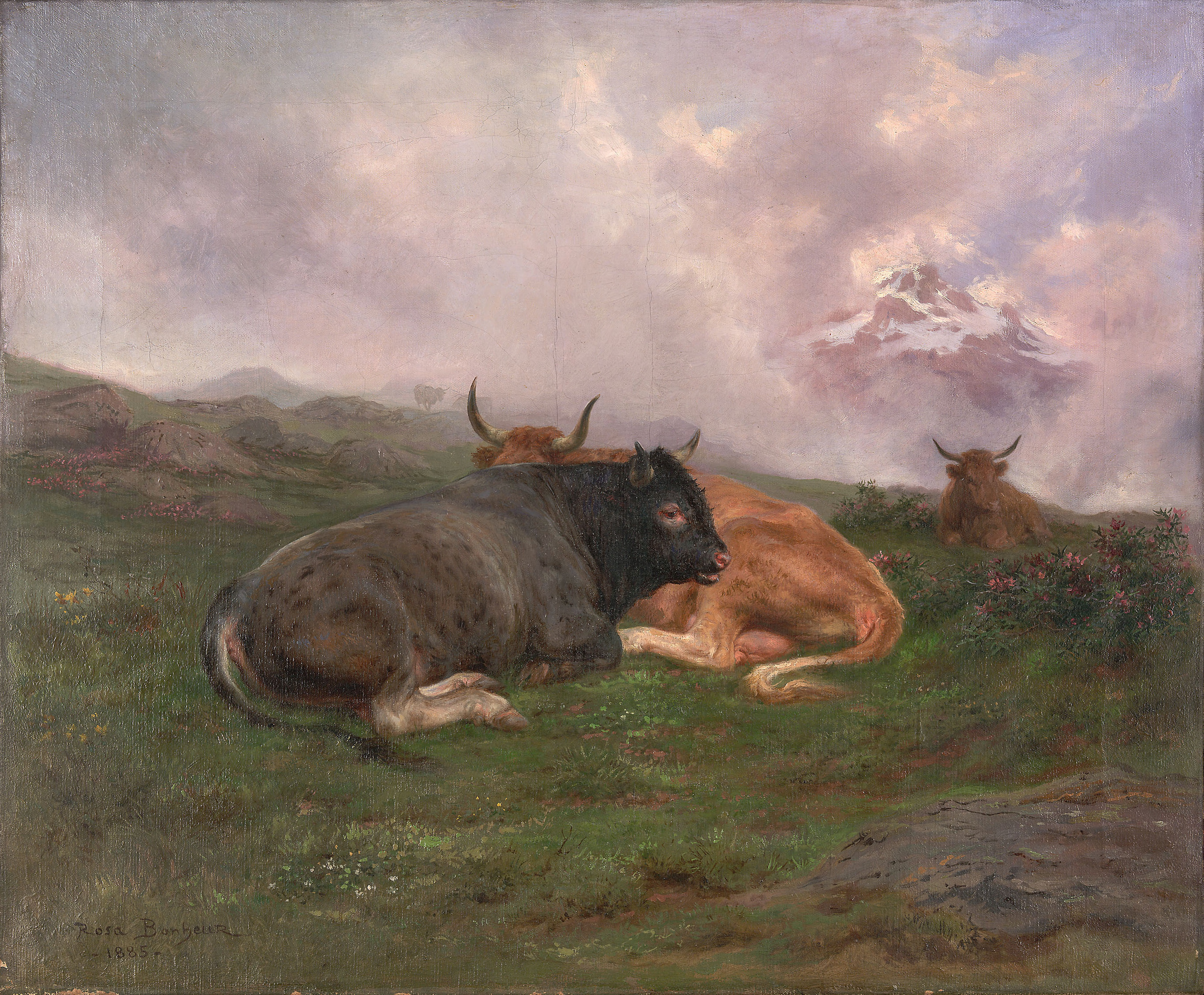
Bovins au repos sur une colline dans les Alpes
Rosa Bonheur, 1885
Art Institute of Chicago

L’économie alpine connaît aussi de profonds changements représentés avant tout le déclin – inéluctable, bien que différé – du secteur agricole qui, pour survivre, s’oriente vers l’adoption de cultures spécialisées sur les fonds des vallées et sur la consolidation de l’élevage du bétail dans les régions d’altitude. À l’origine de cette transformation il y a la diffusion, au cours du XXe siècle, de l’industrialisation qui affecte, directement ou indirectement, aussi les Alpes. D’une part, elle favorise le déclin d’activités telles que la métallurgie qui, durant l’époque moderne, avait pourtant atteint une certaine importance mais qui est mise hors jeu par les coûts de transport et l’augmentation des dimensions des entreprises industrielles. D’autre part, à cheval entre le XIXe et le XXe siècle, de nouvelles opportunités dans le secteur manufacturier se créent, surtout grâce à la diffusion de l’une des principales innovations de la seconde révolution industrielle : l’énergie électrique. L’abondance d’eau et la présence de fortes pentes constituent des atouts majeurs pour les Alpes qui deviennent le milieu idéal pour la production d’énergie hydro-électrique et l’implantation d’importants pôles industriels. La nouveauté principale pour l’économie alpine de cette époque est toutefois celle du secteur touristique. Après une première phase où prévaut le tourisme estival et la naissance, dès le milieu du XIXe siècle, des localités climatiques de montagne et du thermalisme, la phase successive voit l’émergence de la saison hivernale, qui se consolide grâce à l'introduction, dès la décennie 1930, des systèmes de remontées mécaniques. L’économie du transit, traditionnellement liée aux itinéraires transalpins fréquentés durant des siècles, subit, par contre, une forte déchéance à cause de la concurrence du chemin de fer et de la réalisation des lignes de montagne et des grands tunnels ferroviaires, dont le Semmering (1854), le Brenner (1867), le Fréjus/Mont-Cenis (1871) et le Saint-Gothard (1882). Il importe aussi de relever que si d’une part le tourisme, le chemin de fer, les autoroutes offrent de nouvelles et importantes opportunités à l’aire alpine, consolidant son ouverture traditionnelle vers l’extérieur, ils ne manquent pas de générer des externalités négatives, notamment celles propres à un impact environnemental sans précédent.

### Politique et culture
L’aire alpine aussi est concernée par le processus de formation des États-nations et, outre les tensions surgissant dans diverses régions, on assiste au raffermissement de l’enforcement[Quoi ?] des États, aussi par rapport aux frontières qui deviennent moins perméables. Ce processus interrompt des contiguïtés et des osmoses pluriséculaires. Durant la Première Guerre mondiale, les Alpes deviennent l’un des épicentres du conflit, en particulier dans sa partie orientale.
Après la Seconde Guerre mondiale, pour les Alpes s’ouvre une nouvelle phase où, parallèlement à l’affirmation des identités régionales, s’esquisse le parcours tourmenté visant à la construction, même institutionnelle, d’une identité alpine. Le premier résultat est atteint en 1991 avec la souscription par tous les États comptant la présence des Alpes sur leur territoire et avec l’Union européenne, de la Convention alpine. Ce processus est soutenu aussi par la nouvelle valorisation des Alpes du point de vue culturel. Après les disputes du XIXe siècle entre les partisans de la « sacralité » des sommets et ceux qui les considéraient le « playground of Europe », aujourd’hui les montagnes ont acquis une valeur résolument positive du fait qu’elles sont peu touchées par les nuisances de la civilisation urbaine (pollution, bruit, etc.).

## La France et les Alpes
Même si dès 1343 le Dauphiné donnait aux territoires alpins une place spécifique au sein du royaume de France, ces derniers ont toujours été considérés de manière double : territoires périphériques le plus souvent, ou stratégiques.

### L’époque moderne
À partir du XVIIe siècle, les Alpes entrent véritablement dans l’histoire de la France. Dans l’entourage du cardinal de Richelieu, des érudits commencent à affirmer que le massif doit être regardé comme une des « frontières naturelles » du royaume. Pour les militaires, qui préférèrent longtemps l’établissement de têtes de ponts sur le versant italien des Alpes, il n’en allait pas encore ainsi. Au XVIIe siècle, c’est sur la forteresse de Pignerol que reposa la défense du royaume français[réf. nécessaire]. Après[réf. nécessaire] la cession au duché de Savoie de ses possessions transalpines, la frontière des Alpes fut protégée par la construction d’une ligne de fortifications chargées de verrouiller les principaux passages (Briançon, Montdauphin, Colmars...). Elles serviront de point d’appui à la fin du XIXe et au XXe siècle à l’édification d'autres lignes de fortifications et de défense, dont la ligne Maginot des Alpes dans le contexte des rivalités transalpines. Il en résulte de part et d’autre de la frontière la mise en place d’une double ligne de défense, et la présence permanente de l’armée devint une composante durable de la vie alpine, une composante militaire certes mais également économique et culturelle.
Tracer la frontière devient un objectif même si la tâche est loin d’être simple. Il faut attendre le traité d’Utrecht de 1713 pour que soit précisée la limite entre le Piémont et la France sur « la crête des eaux pendantes ». Celui-ci marque l’apparition dans le droit international de la conception de la politique des versants. Tandis que la vallée de Barcelonnette était cédée à la France, le duché de Savoie annexe les « escartons » orientaux du Briançonnais tout en conservant le comté de Nice plus au sud.

### LeXIXesiècle
Avec le rattachement de la Savoie et de Nice, 1860 marque la mise en place du tracé définitif. Il ne sera remanié qu’à la marge après la Seconde Guerre mondiale. Ce partage du territoire des escartons briançonnais signe la montée des États et leur concurrence au sein de l’arc alpin. Le mode de gouvernance original qualifié classiquement de « petites démocraties locales » habitue les populations à la gestion des communautés (impôts, administration du territoire) aux différentes échelles de l’Escarton. Il incite les chefs de famille (hommes ou femmes) à la maîtrise précoce des savoirs écrits. Leur suppression en 1789 (Révolution française) ne détruit pas ces habitudes. Les escartons sont dorénavant inscrits dans la mémoire collective comme une spécificité.

### Frontières et relations transfrontalières
À l’instar de l’ensemble des hautes vallées alpines, les populations ont très tôt organisé l’économie des familles et des communautés autour de la polyactivité. Réalisée sur place (artisanat, administration) ou le plus souvent dans une complémentarité avec les avant-pays, elle génère une forte tradition de migrations temporaires ou/et définitives. Les directions plus ou moins lointaines sont davantage tributaires des réseaux sociaux que des proximités géographiques. La frontière ne joue un rôle que lors des périodes de tension (conflits religieux et surtout politiques), et même durant ces périodes les passages restent nombreux et permettent aux populations de poursuivre leurs activités économiques ou de trouver refuge. Durant la Seconde Guerre mondiale, les hautes vallées jouent un double rôle : terrains privilégiés des maquis de la résistance (Glières, Vercors), dont le drame a marqué les mémoires, elles sont aussi des zones de passage vers la Suisse ou d’accueil pour les populations menacées. La résistance urbaine se concentre à Grenoble, honorée à la fin du conflit par le titre de compagnon de la Libération.

### Les Alpes françaises auXXesiècle
Le XIXe siècle signe des transformations profondes, fractionnant ces espaces en territoires de la modernité et de l’innovation ou au contraire en périphéries archaïques. L’opposition entre les zones d’altitude qui se dépeuplent, devenant le conservatoire d’une vie rurale étudiée par les anthropologues et les vallées où s’implantent les usines liées à l’hydroélectricité, que relient routes et chemins de fer par-delà les percées et les cols, est patente. Les politiques de reboisement lancées par l’administration des eaux et forêts et le RTM préemptent des espaces qui deviendront la base des Parcs naturels (nationaux et régionaux) créés à partir des années 1960. La conquête des sommets, qui fonde le modèle chamoniard, initie, jusqu’à la Seconde Guerre mondiale, un tourisme pour les élites européennes. À partir des années 1950 et surtout 70, les activités touristiques hivernales et estivales dominent l’économie. Elles suscitent l’arrivée temporaire ou l’installation définitive de populations dans les stations villages ou des stations urbaines (3e génération) construites ex nihilo à l’emplacement des alpages abandonnés.